# سیلوین گانیون
سیلوین گانیون (انگلیسی: Sylvain Gagnon؛ زادهٔ ۳۰ مهٔ ۱۹۷۰) اسکیت‌باز سرعت اهل کانادا است.